# مجموعة أديكو
مجموعة أديكو (بالإنجليزية: The Adecco Group)، هي أكبر شركة توظيف مؤقت في العالم والتي تقع بالقرب من زيوريخ، سويسرا.
يوظفون 700000 شخص يوميًا بشكل مباشر ومع توسع عملياتها إلى الصين يصل عدد الأشخاص الذين يعملون تحتهم إلى 3.5 مليون.
تأسست الشركة في عام 1996 نتيجة اندماج شركة إكو الفرنسية والشركة السويسرية آديا المؤقتة. تأسست آديا. في عام 1957 في لوزان (سويسرا) بواسطة هنري لافانيتشي. تم تأسيس إكو في ليون (فرنسا) بمبادرة من فيليب ديسيل ديستزيت. في عام 2000، استحوذت مجموعة أديكو على أولستن التوظيف في الولايات المتحدة لتصبح شركة التوظيف الأولى في ذلك البلد. في عام 2010، استحوذت على مجموعة إم بي إس وبالتالي أصبحت الشركة الأولى في جميع أنحاء العالم.

## خدمات
مجموعة أديكو هي الشركة الأم للعديد من العلامات التجارية بما في ذلك أديكو وموديس و سبرينغ بروفيشنال وبدنوش وكلارك وبونتون والجمعية العامة وفيتيري وآديا. و لي هيشت هاريسون. تعد مجموعة أديكو الشركة السابعة الأكثر جاذبية في العالم للعمل بها وفقًا لتصنيف 2020 لأفضل أماكن العمل في العالم.
تقدم مجموعة أديكو خدمات تغطي التوظيف المؤقت، والتعيين الدائم، والانتقال الوظيفي، وتطوير المواهب بالإضافة إلى الاستعانة بمصادر خارجية للعمليات التجارية والاستشارات.
بالنسبة للموظفين تغطي مجموعة أديكو العديد من القطاعات بما في ذلك المكاتب والصناعية والتقنية والمالية والقانونية وغيرها.

## التاريخ
1957: أسس هنري لافانيتشي في لوزان، سويسرا.
1964: تأسست شركة إكو في ليون بفرنسا على يد فيليب فورييل ديستيزيت.
1996: اندمجت شركتا خدمات الموظفين إكو وآديا المؤقتة لتشكيل شركة عالمية بإيرادات سنوية قدرها 5.4 مليار يورو. تم دمج العمليات لتشكيل شبكة من 2500 فرع و 250.000 موظف.
2000: استحوذت مجموعة أديكو على أولستن التوظيف. حققت الشركة المندمجة عائدات مجمعة بلغت 11.6 مليار يورو.
2002: عززت مجموعة أديكو أعمالها وأنشأت أقسامًا لإدارة أعمالها.
2005: توسعت مجموعة أديكو عبر ستة مجالات عمل مهنية.
2006: بعد الاستحواذ على DIS AG ألمانيا تولى ديتر شيف منصب الرئيس التنفيذي لمجموعة أديكو. أصبح دومينيك دي دانيال المدير المالي.
2007: وافق الاجتماع السنوي للمساهمين على ترشيح يورغن دورمان ، نائب الرئيس السابق كرئيس لمجلس الإدارة. أصبح رولف دورغ نائب الرئيس. كلاوس جيه جاكوبس ، الشريك المؤسس لشركة مجموعة أديكو أعاد تفويضه بعد أن بلغ سن التقاعد القانوني.
2008: في 11 سبتمبر ، توفي كلاوس جيه جاكوبس المؤسس والرئيس الفخري لمجموعة أديكو. استقال يورغن دورمان من منصبه في نهاية العام كرئيس لمجلس الإدارة.
2009: بدأ رولف دوريغ منصب رئيس مجلس إدارة مجموعة أديكو. في 1 يونيو، تولى باتريك دي ميسينير منصب الرئيس التنفيذي لمجموعة أديكو من ديتر شيف. استحوذت مجموعة أديكو على مجموعة الربيع في المملكة المتحدة وقدمت عرضًا لمجموعة MPS.
2010: إغلاق عملية الاستحواذ على MPS Group رسميًا. أقامت مجموعة أديكو مشروعًا مشتركًا في شنغهاي مع شركة خدمات الموارد البشرية الصينية Fesco.
2011: بدأ فيسكو أديكو عملياته في 1 يناير. أعلنت مجموعة أديكو عن استحواذها على شركة دريك بيم مورين - شركة. ومقرها الولايات المتحدة.
2012: استحوذت مجموعة أديكو على شركة VSN Inc، وهي شركة تقدم خدمات التوظيف المهنية في اليابان. توفي هنري لافانيتشي مؤسس آديا.
2014: استحوذت مجموعة أديكو على أون فورس لتوسيع عرض خدمة الخط المباشر مما أدى إلى إنشاء حل متكامل فريد لإدارة القوى العاملة الطارئة. باعت مجموعة جاكوبس غالبية حصتها البالغة 18٪ في مجموعة أديكو.
2015: في 11 مارس ، استحوذت مجموعة أديكو على نايتسبريدج حلول رأس المال البشري وهي شركة كندية تقدم خدمات الانتقال الوظيفي وتطوير المواهب والقيادة وخدمات التوظيف. في 1 سبتمبر تولى آلان ديهازي منصب الرئيس التنفيذي لمجموعة أديكو من باتريك دي مايسينيري.
2016: في 10 مايو أغلقت مجموعة أديكو عملية الاستحواذ على بينا للاستشارات جهاز تحكم منطقي قابل للبرمجة وهي شركة بريطانية تقدم خدمات الانتقال الوظيفي وتطوير المواهب ، فضلاً عن خدمات التوظيف.
2017: انتقل المقر الرئيسي العالمي لمجموعة أديكو في زيورخ من جلاتبروغ إلى المدينة في Bellerivestrasse.
2018: استحوذت مجموعة أديكو على الجمعية العمومية وفيتيري.
2019: أعلنت مجموعة أديكو سحب شركة الصحة سولينت في الولايات المتحدة. تم بيع أعمال التوظيف في مجال الرعاية الصحية لشركة شركاء أوليمبوس مقابل مبلغ نقدي قدره 612 مليون دولار أمريكي (551 مليون يورو).
2020: في أبريل 2020 ، تم تعيين جان كريستوف ديسلارز رئيسًا لمجلس الإدارة. في مايو 2020 ، شكلت مجموعة أديكو تحالفًا مع راند ستاد القابضة وأطلقت إرشادات جديدة للعودة الآمنة إلى العمل بعد تفشي COVID-19.

## العلامات التجارية العالمية
تعمل مجموعة أديكو في السوق من خلال العديد من العلامات التجارية المختلفة. وتشمل هذه الـمـا يلي:
مجموعة أديكو
ADIA
موديس
ربيع المهنية
بادنوش وكلارك
عائم
لي هيشت هاريسون
الجمعية العامة
فيتيري